# Seznam ameriških letalskih asov vietnamske vojne
Seznam ameriških letalskih asov vietnamske vojne je urejen po številu letalskih zmag.

## Seznam
- Robin Olds - 17(+12 WWII)
- Randy Cunningham - 5
- Steve Ritchie - 5